# Wulfila tauricorneus
Wulfila tauricorneus là một loài nhện trong họ Anyphaenidae.
Loài này thuộc chi Wulfila. Wulfila tauricorneus được Pelegrin Franganillo-Balboa miêu tả năm 1935.